# Susan Tedeschi
Susan Tedeschi (ur. 9 listopada 1970 w Bostonie w stanie Massachusetts) – amerykańska wokalistka bluesowa i soulowa, gitarzystka, kompozytorka.

## Kariera
W dzieciństwie śpiewała w kościelnym chórze i zespole teatralnym. W wieku 15 lat założyła własną grupę The Smoking Section. Podczas studiów w Berklee College of Music, które ukończyła w 1991 r. śpiewała w The Reverence Gospel Ensemble. Profesjonalną działalność muzyczną rozpoczęła w 1991 zakładając trio z Adrienne Hayesem w Cambridge. W 1995 mała firma płytowa Oarfin wydała jej pierwszy album Better Days, który zapoczątkował jej karierę. Otwierała koncerty B.B. Kinga i Buddy'ego Guya oraz Boba Dylana. W 2000 wzięła udział w nagrywaniu Milk Cow Blues – albumu muzycznego amerykańskiego muzyka country Williego Nelsona.

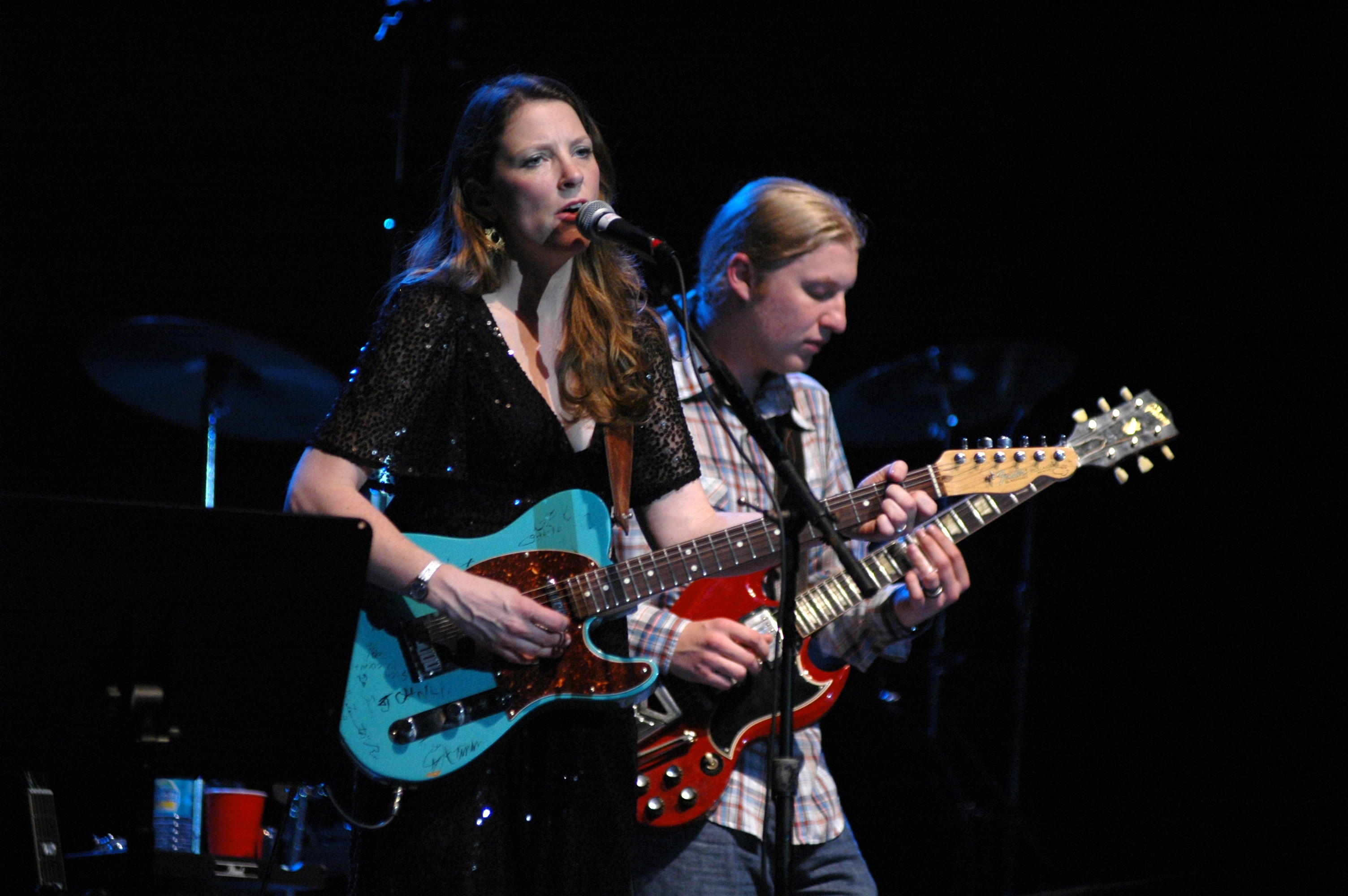
Susan Tedeschi i Derek Trucks
28 listopada 2007

 W 2001 roku wyszła za mąż za gitarzystę Dereka Trucksa, z którym występuje i z którym w 2010 stworzyli grupę Tedeschi Trucks Band.
Ich utwór Space Captain znalazł się na, wydanym w 2010 r. albumie studyjnym Herbie Hancocka The Imagine Project.
Sześciokrotnie nominowana do nagrody Grammy (w latach 2000, 2003, 2004, 2006, 2010, 2012). Zdobyła ją, z zespołem Tedeschi Trucks Band, w 2012 w kategorii najlepszy album bluesowy za Revelator.

## Dyskografia
- Better Days (Oarfin, 1995)
- Just Won't Burn (Tone Cool, 1998)
- Wait for Me (Tone Cool, 2002)
- Live from Austin, TX (New West, 2004)
- Hope and Desire (Verve, 2005)
- Back to the River (Verve, 2008)
- Revelator (Sony Masterworks, 2012)